# West Manchester (Ohio)
West Manchester – wieś w Stanach Zjednoczonych, w stanie Ohio, w hrabstwie Preble.